# Hans Koch (Historiker)

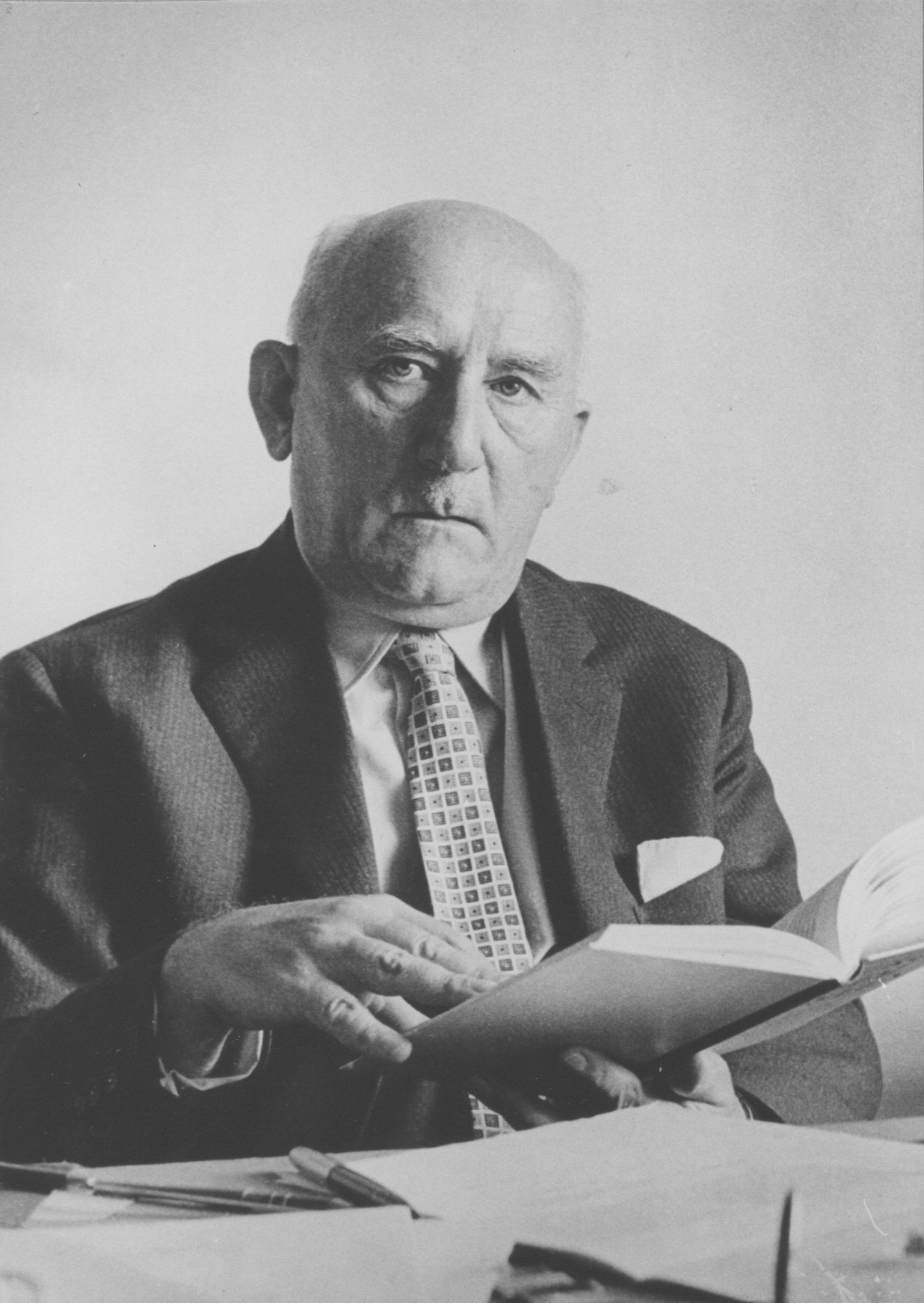
Hans Koch

Hans Koch (* 7. Juli 1894 in Lemberg, Galizien, Österreich-Ungarn; † 9. April 1959 in München) war ein deutscher Theologe, Osteuropahistoriker und Major der Reserve beim militärischen Geheimdienst Amt Ausland/Abwehr des Oberkommandos der Wehrmacht.

## Leben und Vorkriegszeit

### Erster Weltkrieg und Studium
Koch war Nachkomme pfälzischer Einwanderer und besuchte das deutsche Gymnasium in Lemberg. Danach begann er in Wien mit dem Studium der evangelischen Theologie (1912–1914). Während dieser Zeit trat er dem Verein deutscher evangelischer Theologen Wartburg im Waidhofener Verband bei. Koch engagierte sich in der ethnischen und religiösen deutschen Diaspora in Lemberg, unternahm Wanderungen zu den volksdeutschen Siedlungen in Galizien und übernahm Verantwortung als Studentensprecher. Koch bewegte sich in dieser Zeit in einem deutschnationalen Kommunikationsrahmen.
1915 ging Koch zur Armee und kämpfte im Ersten Weltkrieg unter dem Kommando des k.u.k. Oberst Eduard Fischer in der Bukowina gegen russische Truppen als Nachrichtenoffizier. Nach Ende des Ersten Weltkriegs kämpfte Koch ab 1918 als Hauptmann in der Ukrainischen Galizischen Armee (UHA) der West-Ukrainischen Volksrepublik. Er schloss sich wie viele andere aus Galizien stammende ehemalige Offiziere der österreichisch-ungarischen Armee dem ukrainischen Nationalisten Symon Petljura an, der eine freie, unabhängige Ukraine gegen Polen und Russen errichten wollte. Hier lernte er andere Offiziere kennen, die seinen späteren Werdegang begleiteten, wie etwa Alfred Bisanz.
Dabei hatte er auch einen Kontakt zu dem General Anton Denikin. Mit ihm handelte er einen Vertrag vom November 1919 aus. Koch geriet bei den Kämpfen mit der Roten Armee im Februar 1920 in Gefangenschaft und tat Dienst als Fremdenlegionär in der Roten Armee. Eine österreichische Kommission fand ihn in Kiew und erreichte seine Demobilisierung. In einer recht abstrusen Darstellung beschreibt der Buchautor Peter-Ferdinand Koch, dass Hans Koch während dieser Gefangenschaft von den Sowjets als Agent angeworben worden sein soll, liefert aber keinerlei Belege für diese Aussage.
Im Herbst 1921 ging Koch wieder nach Wien und nahm das unterbrochene Studium der Philosophie und Theologie wieder auf; er promovierte 1924 zum Dr. phil. und 1927 zum Dr. theol.

### Osteuropa-Forschung
1929 wurde er Privatdozent für Kirchen- und osteuropäische Geschichte, 1934 ordentlicher Professor für Kirchengeschichte an der Universität Königsberg. Im Juni 1934 hatte Koch zusätzlich die Leitung des Instituts für Russlandkunde in Königsberg übernommen, das bald darauf in Institut zum Studium Osteuropas umbenannt wurde.
Koch wurde am 1. Januar 1932 Mitglied der NSDAP in Österreich, allerdings wurde seine Aufnahme nicht zur Reichsleitung weitergegeben, so dass er erst zum 1. August 1935 im Deutschen Reich der Partei rechtskräftig beitrat (Mitgliedsnummer 3.703.926). In Breslau fungierte er auch als Blockleiter. Er wurde Mitglied beim NS-Altherrenbund sowie beim NS-Dozentenbund und dem Nationalsozialistischen Lehrerbund.
Von 1937 bis 1940 war er ordentlicher Professor für osteuropäische Geschichte an der Universität Breslau und Direktor des der Universität angegliederten Osteuropa-Instituts. Im Oktober 1938 schlug er vor, eine orthodoxe theologische Akademie im Deutschen Reich zu eröffnen, um zusammen mit England eine Verbindung zur Ostkirche herzustellen. Das Reichskirchenministerium reagierte positiv auf diesen Vorschlag; wie Werner Haugg, seit 1935 Referent im Reichskirchenministerium, im November 1938 mitteilte, sollte das Institut aus pragmatischen Gründen in Breslau (anstatt in Wien) gegründet werden. 1940 wurde Hans Koch Professor für Osteuropäische Geschichte an der Universität Wien. Zudem war er Gastprofessor in der bulgarischen Hauptstadt Sofia sowie Leiter des Deutschen Wissenschaftlichen Instituts in Sofia.
Aufgrund seiner überwiegend für die Abwehr durchgeführten Aufgaben hatte Koch während des gesamten Krieges nur wenig Zeit für die wissenschaftliche Forschung und Lehre.

### Tätigkeit für den militärischen Geheimdienst im Oberkommando der Wehrmacht
Im Zusammenhang mit Vorgängen am Osteuropa-Institut in Breslau ergab sich ein Abstimmungsthema zwischen dem SS-Geheimdienst SD und der Abwehr. Der SD hatte Anfang 1937 in einer Geheimaktion die gesamte Breslauer Russland-Bibliothek zum „Wannsee-Institut“ des SD nach Berlin verbracht, was die künftigen Forschungsmöglichkeiten für das Osteuropa-Institut unter Koch wie auch für die Abwehrstelle Breslau einschränkte, denn Hans Koch arbeitete seit mindestens 1937 ebenfalls für die Abwehr.
Die Breslauer Abwehrstelle sollte zur Schaltzentrale der Abwehr II in Richtung Osten ausgebaut werden. Die Abwehr II war die sogenannte „Minderheiten-Abteilung“ und nutzte ausländische Minderheiten zum Kampf gegen ihre jeweiligen Regierungen im Rahmen von Sabotage- und Zersetzungsoperationen. 1937 hatte sich der Führer der Organisation Ukrainischer Nationalisten (OUN), Jewhen Konowalez mit dem Chef der Abwehr Wilhelm Canaris getroffen. Danach folgte der Auftrag an die Abwehrabteilung II unter Helmuth Groscurth, mit den Ukrainern der OUN zu kooperieren. Die Verbindung zwischen der OUN und der Abwehr lief über den Hauptagent der Abwehr Richard „Riko“ Yary, einem ehemaligen Offiziers-Kollegen von Hans Koch in der Ukrainischen Heimatarmee UHA.
Um die geplante Ostarbeit der Abwehr in Breslau nicht weiter zu behindern, begann der Parteibeauftragter für das Universitätswesen in Breslau, Sturmbannführer Fritz Arlt, 1937 eine Zusammenarbeit mit dem Amt Canaris im Wehrbereich VIII. Arlt nannte ausdrücklich seine Freischarkameraden Hans Dehmel und Hans Raupach, die damals bereits für die Abwehr tätig waren. Beide gehörten zum anfänglichen Kern von etwa 25 deutschen Intellektuellen der Ostabteilung der Abwehr II. Hans Koch wiederum nannte Fritz Arlt als einen Helfer, der ihm 1937 weiter ermöglichte, Russland-Forschung zu betreiben, obwohl der SD dies nach dem Raub der Bibliothek zunächst verboten hatte.
Zentrale der Kontakte zwischen der Abwehr und der Organisation Ukrainischer Nationalisten (OUN) war somit ab 1937 neben Berlin die Abwehrstelle Breslau. Für die Abwehr II war in Breslau Hauptmann Wilhelm Ernst zu Eickern verantwortlich. Ebenfalls zu dieser Abwehrstelle gehörte Heinrich Kurtz, Mitarbeiter des deutschen Konsulats in Lemberg.
Nach dem Anschluss Österreichs 1938 war Hans Koch Verbindungsoffizier in Breslau zur Abwehrstelle des Wehrkreis XVII in Wien. Die Abteilung II der Abwehrstelle Wien übernahm Kochs Breslauer Freischar-Kamerad Hans Dehmel. Koch konzentrierte seine Forschung danach auf die Karpathen-Ukraine, die für Dehmel bedeutend war. Am 10. November 1938 legte Koch eine entsprechende Studie vor.
Nach dem Anschluss Österreichs stiegen nunmehr österreichische Abwehr-Angehörige in die Arbeit mit den Ukrainern aufgrund historischer Erfahrungen ein. Die Abwehrstellen in Breslau und Wien erhielten den Auftrag, mit Hilfe ukrainischer Minderheiten den Einmarsch der deutschen Truppen in Polen vorzubereiten. Koch stand im Auftrag der Abwehr II in Verbindung zu seinem früheren UHA-Offizierskollegen Alfred Bisanz in Lemberg. Bisanz unterhielt dort ein großes ukrainisches Agentennetz für die Abwehr.
Kurz vor Beginn des Überfalls auf Polen wurde Koch am 21. August 1939 zur Wehrmacht als Abwehr-Offizier eingezogen.

## Kriegszeit

### Koch als militärischer und politischer Berater 1939 bis 1941
Zu Beginn des Zweiten Weltkriegs wurde er beim Oberkommando der Wehrmacht (OKW) im Amt Ausland/Abwehr in der Abwehr-Abteilung II als Hauptmann der Reserve eingesetzt. Koch fungierte für das OKW als Berater für ukrainische Angelegenheiten. In der Ukraine hatte er die Aufgabe, Verbindung mit der Organisation Ukrainischer Nationalisten (OUN) aufzunehmen.
Nach Ende des Polenfeldzugs erhielten viele der Personen, die an dessen Vorbereitung beteiligt waren, neue Aufgaben. In Krakau im Generalgouvernement, wie der nicht ins Reichsgebiet eingliederte Teil Polens nun genannt wurde, entstand ein neues politisches Zentrum. Fritz Arlt etwa wurde hier Leiter der Abteilung Bevölkerungswesen und Fürsorge (BuF) der Innenverwaltung des Generalgouvernements, Alfred Bisanz übernahm in dieser Abteilung das Ukraine-Referat und Heinrich Kurtz vom Konsulat in Lemberg erhielt die Unterabteilung Volksaufklärung und Propaganda des Generalgouvernements. Die am 1. Oktober 1939 eingerichtete Abwehrstelle Krakau übernahm viele Aufgaben der vorigen Abwehrstellen Breslau und Wien. Schwerpunkt war die Arbeit mit den ukrainischen Minderheiten für die Abwehr II. Major Hans Dehmel war aus Wien kommend dafür in Krakau ebenso wie der vormalige Breslauer Major Wilhelm Ernst zu Eickern eingesetzt. Die geheime Zusammenarbeit der Abwehr mit den Ukrainern wurde ab 1939 von einer verdeckten Abwehr-Filiale abgewickelt, der sogenannten „Kochstelle“ in der ul. Zielona 26 in Krakau, benannt nach dem Abwehr-II-Professor Hans Koch. Nachdem Koch Ende 1939 für die Umsiedlungskommission der Wolhyniendeutschen abgestellt wurde, übernahm Theodor Oberländer im Auftrag der Abwehr diese Funktion bei der Abwehrstelle Krakau.
In Absprache mit den Sowjets zogen sich im Herbst 1939 die deutschen Truppen an den Grenzfluss San zurück und verhandelten mit den Sowjets über die Rückführung deutscher Volksangehöriger aus sowjetisch besetzten Gebieten. Entlang des San hatten sich deutsch-sowjetische Umsiedlungskommissionen gebildet, die infolge des deutsch-sowjetischen Nichtangriffspakts nun die Repatriierung der Bevölkerung vornahmen, die auf die jeweils andere Seite wechseln wollten. Natürlich nutzten sowohl Sowjets wie auch die Deutschen diese Gelegenheit, Agenten auf der anderen Seite zu platzieren. Dabei spielte Hans Koch als Chefdolmetscher bei der Umsiedlungskommission in Przemysl und dann in Lemberg eine führende Rolle. Insbesondere die österreichischen Gegenspionage-Offiziere der Abwehr IIIF, Robert von Tarbuk und Franz von Korab arbeiteten mit den lokal bestens vernetzten Ukrainern bereits während der Umsiedlungen 1939/40 im Raum Lemberg-Przemysl gegen sowjetische Infiltration. Nach dem Polenfeldzug hatte Hans Dehmel etwa 300 Ukrainer der Abwehr II zum Schutz der ukrainischen Ölvorkommen um Drohobytsch eingesetzt. Nachdem dieses Gebiet den Sowjets übergeben wurde, verhandelte Koch für die Abwehr II mit den Sowjets auch über die Umsiedlung von Ukrainern.
Nach der Umsiedlung wurde Hans Koch im Februar 1940 nach Sofia versetzt. Während Koch in Sofia weilte, hatte sich die Organisation Ukrainischer Nationalisten (OUN) 1940 in zwei Lager gespaltet, die gemäßigte OUN-M unter Andrej Melnyk und die radikalen Nationalisten der OUN-B unter Stefan Bandera. Die Zusammenarbeit mit der Abwehr im Winter 1940/41 war deshalb vorübergehend zum Erliegen gekommen. Nach der Rückkehr von Koch aus Sofia nach Krakau im Frühjahr 1941 lebte diese Zusammenarbeit neu auf. Koch wurde am 26. März 1941 erneut in die Wehrmacht einberufen. Jetzt nutzte die Abwehr II stärker die radikale OUN-Abspaltung unter Stefan Bandera und dessen dritten Stellvertreter Mykola Lebed. Gleichfalls waren Volkstums-Wissenschaftler der Abwehr in Person von Hans Koch, Georg Gerullis und Theodor Oberländer eingebunden. Bemerkenswert ist, dass in Krakau im Frühjahr 1941 Abwehr und SD hand-in-hand die Arbeit mit den Ukrainern der OUN aufnahmen, sie insgesamt intensivierten und ihre Aktivitäten koordinierten.
In Krakau war vor dem Russland-Feldzug die gesamte Führung der OUN-B versammelt. Maßgeblich für die weitere Ausbildung der Ukrainer war auf Seite der Abwehr wieder die Abwehrstelle in Krakau und deren Abteilungsleiter II, Major Wilhelm Ernst zu Eickern und dessen Stellvertreter Hauptmann Josef Lazarek sowie Theodor Oberländer.

Die Ukrainer sollten im Rahmen von drei Sonderverbänden der Abwehr wie auch in eigener Verantwortung mit der Wehrmacht zusammen in die Ukraine einmarschieren. Mykola Lebed war für die Aufstellung der ukrainischen „Marschgruppen“ zuständig, die mit der Wehrmacht unterstützend in der Ukraine einmarschieren sollten. Mykola Lebed, der inzwischen als Leiter des Geheimdienstes der OUN-B die Nummer drei in der Rangfolge der OUN-B geworden war, erklärte später seine Rolle im Frühjahr 1941 so:
„Etwa im Februar 1941 […] wurde ich als Organisationsreferent und zweiter Stellvertreter in den Führungsrat (Provid) der OUN (Bandera) gewählt. Meine Aufgaben waren die Überwachung der OUN-Kontakte mit dem Untergrund in der Ukraine, Vorbereitung auf den bevorstehenden Konflikt zwischen Hitler und Stalin und die Organisation der sogenannten „Pokhidni Hrupy“ [OUN-Marschgruppen].“
Auf dem schlesischen Übungsplatz Neuhammer entstand für den geplanten Einmarsch in der ukrainischen Metropole Lemberg der ukrainische Abwehr-II-Sonderverband „Nachtigall“ mit Roman Schuchewytsch als ukrainischem Kommandeur, mit Hauptmann Albrecht Herzner als deutschem Kommandeur und mit Theodor Oberländer als Berater.
Hans Koch begleitete 1941 den deutschen Einmarsch in die sowjetisch besetzte Westukraine als Verbindungsoffizier der Abwehr II bei der Heeresgruppe Süd sowie als Bevollmächtigter von Alfred Rosenbergs Außenpolitischem Amt ApA bzw. des designierten Reichsministeriums für die besetzten Ostgebiete (RmfdbO, kurz Ostministerium) bei der Heeresgruppe Süd. Koch hatte damit eine Doppelfunktion an der Nahtstelle von Militär und Politik, denn er war sowohl militärisch für die Abwehr wie auch politisch im Auftrag von Alfred Rosenberg und dessen Ostbeauftragten Georg Leibbrandt tätig. Hans Koch gab in seinen Funktionen Empfehlungen für die Wehrmacht zum Umgang mit der ukrainischen Bevölkerung.

### Koch und die Pogrome in der Ukraine
Von vorneherein hatten die deutschen Führungsstellen von Abwehr II im OKW wie auch der Ostabteilung des APA bzw. Ostministeriums einkalkuliert, dass die Ukrainer beim Einmarsch gegen Juden und Bolschewisten vorgehen würden und es zu Pogromen kommen würde.
Oberst Erwin von Lahousen, der Chef der Abwehr II, hatte den Verbindungsoffizieren der Abwehr II bei den Heeresgruppen und damit Hans Koch eine entsprechende Weisung erteilt. „Die Verbindungsoffiziere der Abwehr II haben den Fremdvölkern Russlands […] jede personelle und materielle Unterstützung zu gewähren, die geeignet ist, Aufstände dieser Fremdvölker im Einklang mit den militärischen Operationen und zu ihrer Förderung zu entfachen. Aus allen politischen Angelegenheiten haben sich die Verbindungsoffiziere herauszuhalten.“
Erwin Stolze, Leiter der Ostabteilung der Abwehr II, gab später an: „Ich hatte persönlich den Anführern der ukrainischen Nationalisten - Melnyk und Bandera – die Weisung gegeben […] provokatorische Putsche in der Ukraine zu organisieren, mit dem Ziele, die Sowjettruppen in ihrem unmittelbaren Hinterlande zu schwächen.“
Der Leiter der Ostabteilung des APA bzw. des Ostministeriums, Georg Leibbrandt, teilte am 29. Mai 1941 Angehörigen des OKW und der Abwehr mit: „Die wirklichen Bedrücker des Volkes wird das Volk wahrscheinlich selbst erledigen, wie überhaupt anzunehmen ist, dass die Bevölkerung vor allem in der Ukraine in großem Umfang zu Judenpogromen und Ermordungen kommunistischer Funktionäre schreiten wird.“
Auch Sicherheitspolizei und SD tolerierten, ja förderten die Terrorakte der OUN gegenüber der Bevölkerung beim Beginn des Russland-Feldzuges. So schrieb Reinhard Heydrich am Vortag der Eroberung von Lemberg an die Einsatzgruppen:
… „Den Selbstreinigungsbestrebungen antikommunistischer und antijüdischer Kreise in den neu zu besetzenden Gebieten ist kein Hindernis zu bereiten. Sie sind im Gegenteil, allerdings spurlos auszulösen, zu intensivieren, wenn erforderlich in die richtigen Bahnen zu lenken, ohne dass sich diese Selbstschutzkreise [damit waren die ukrainischen Marschgruppen gemeint] später auf Anordnungen oder auf gegebene politische Zusicherungen berufen können.“
Hans Koch wusste also beim Einmarsch in der Ukraine um die Rolle, die den von ihm betreuten Ukrainern in den ersten Tagen des Russlandfeldzugs zukam. Die in der Folge in Lemberg, Sambir, Drohobytsch und anderen Orten im Juni 1941 von Ukrainern durchgeführten Pogrome gehen auf dieses Kalkül der deutschen Besatzer zurück.
Hans Koch musste diese Ausgangslage aufgrund der Befehle vorgesetzter Stellen kennen und hatte daher als Bindeglied zwischen Wehrmacht, Ostministerium und OUN einen hohen Einfluss und Anteil an diesen Geschehnissen in der Westukraine.

### Koch und die ukrainische Unabhängigkeitserklärung 1941
Für Hans Koch hatte der Einmarsch in Lemberg aber noch andere Konsequenzen. Die Führung der OUN-B unter Stefan Bandera und Jaroslaw Stezko hatte am 30. Juni 1941 in Lemberg eine unabhängige Ukraine proklamiert. Das war ganz und gar nicht im Sinne der Reichsführung. Darauf griff die SS in das Geschehen ein, entsandte zusätzlich das Einsatzkommando zbV unter Standartenführer Karl-Eberhard Schöngarth aus Krakau nach Lemberg und ließ die OUN-B-Führer Bandera und Stezko verhaften. Lediglich Mykola Lebed konnte untertauchen und übernahm die Führung der OUN-B im Untergrund. Für Koch und die Abwehr war die Ausrufung der unabhängigen Ukraine ein herber Rückschlag. Die Abwehr brach im Juli die Beziehungen zur OUN-B weitgehend ab.
Koch, dem vorgeworfen wurde, die Ukrainer nicht von der Ausrufung der Unabhängigkeit abgehalten zu haben, musste in Berlin Bericht erstatten. Letztlich entschied Hitler, die Westukraine dem Generalgouvernement zuzuschlagen, womit sie der Verantwortung Rosenbergs entzogen wurde. Im September 1941 schließlich unternahmen die pro-ukrainisch gestimmten Rosenberg-Mitarbeiter und Abwehr-II-Leute Hans Koch und Gerhard von Mende in Berlin einen letzten Versuch, die Ukrainer von ihren Unabhängigkeitswünschen abzubringen und die Lemberger Erklärung zu widerrufen. Dies wurde von Bandera und Stetzko abgelehnt. Anschließend begannen Sicherheitspolizei und SD gegen die ehemaligen Verbündeten vorzugehen und begannen mit Erschießungen ukrainischer Separatisten.

### Kochs Werdegang von 1941 bis 1945
Koch indes zog mit der Heeresgruppe Süd weiter in Richtung Kiew. Koch wirkte ab September 1941 im Reichskommissariat Ukraine als Beauftragter des Reichsministeriums für die besetzten Ostgebiete bei der Heeresgruppe Süd als Berater des Oberbefehlshabers. Im Winter 1941/42 und im ersten Halbjahr 1942 wirkte er in Charkow, Krementschuk, Krakau, Berlin, Wien, Lemberg und Kiew. Sein Hauptstandort war bis zum Sommer 1942 Poltawa. Während die ukrainischen Verbände der Abwehr II im Oktober 1941 aufgelöst wurden, erlebte Koch im Oktober bei Kiew den Judenmord von Babin Yar und soll danach innerlich mit dem Nationalsozialismus gebrochen haben.
Im Herbst 1942 gehörte Koch zum Abwehrkommando 206 vor Stalingrad, wo er erkrankte und deshalb der Einkesselung entging. Nach seiner Genesung übernahm Hans Koch im März 1943 weitere Aufgaben als Leiter der Gruppe A I der Ausland/Abwehr II im OKW, die folgende Einsätze bearbeitete:
- Erkundung und Einsatz von Minderheiten und oppositionellen Organisationen
- Vorbereitung der Propaganda zum Zwecke der Zersetzung innerhalb der feindlichen Truppen
- Erkundung und Aufbau von Verbindungs- und Meldewegen zu politischen Gruppen im Friedens- und Kriegsfall
- Austausch von Nachrichten mit Verbündeten und befreundeten Mächten
- Erstellung von Berichten und Denkschriften über Ziele und Organisationen von Minderheiten und oppositionellen Gruppen bei fremden Mächten

1944 war Koch am deutschen Kunstraub des OKW in der Sowjetunion beteiligt. Nach Eingliederung der Abwehr in das Amt MIL D des Reichssicherheitshauptamtes 1944 übernahm Major Fritz Naumann die Reste der Abwehr II und damit das von Hans Koch geführte Referat Ost. Die zugeordnete Leitstelle II Ost wurde von Oberstleutnant Wilhelm Ernst zu Eickern geführt, den Koch bereits seit Breslau kannte. Als Eickern im Sommer 1944 erkrankte, vertrat ihn im August 1944 kurzzeitig Major Hans Koch. Danach kam Koch zur Leitstelle II Südost für Frontaufklärung in Wien unter dem Kommando von Kurt Fechner. Hans Koch war dort ab Juli 1944 der Vertreter von Fechner. Im Oktober 1944 musste Koch seine Aufgaben in der Ukraine-Bearbeitung dieser Dienststelle krankheitsbedingt ruhen lassen.
Anfang 1945 übernahm Prof. Hans Koch die Leitung des „Wannsee-Instituts“ in Plankenwarth bei Graz, das sich nun „Institut zur Erforschung der Sowjet-Union“ nannte. Die Stelle soll er seinem früheren Schüler Wilfried Krallert verdankt haben, der nunmehr die Amtsgruppe VI G (wissenschaftlich-methodische Forschung) im RSHA führte. In der Steiermark erlebte Hans Koch das Kriegsende.

## Nachkriegszeit

### Entnazifizierung, Karriere nach 1945
Nach der Befreiung vom Nationalsozialismus wurde Koch von der Universität Wien im Juli 1945 entlassen und tauchte in einem Wiener Lazarett unter. Danach nutzte er seine theologischen Kenntnisse und nahm für mehrere Jahre die Stelle eines evangelischen Pfarrers in Aich (Steiermark) an. Er war Teil der sogenannten „Professorengruppe“ der Organisation Gehlen, die dieser gegen Bezahlung Studien lieferte. Seit 1949 war er Mitglied der Wissenschaftlichen Gesellschaft Schewtschenko in Lwiw. Im Jahre 1952 wurde er nach Vermittlung seines vormaligen Abwehr-Kollegen Theodor Oberländer, nun Staatssekretär für das Flüchtlingswesen in Bayern, Direktor des Osteuropa-Instituts München, wo er bis 1959 arbeitete. Ab 1954 wirkte er auch als Direktor an der Hochschule für Politik e.V. in München. An der Universität München erhielt er 1958 einen Lehrstuhl für Gesellschaft und Politik Osteuropas.
Als Konrad Adenauer 1955 nach Moskau reiste, um dort Verhandlungen über die Aufnahme von Beziehungen zur Sowjetunion zu führen, begleitete ihn Koch als „wissenschaftlicher Berater“ und Dolmetscher. Von 1954 bis 1959 war Koch zudem (Bundes-)Sprecher der Landsmannschaft Weichsel-Warthe.
Hans Koch gab zusammen mit anderen Autoren 1957 das Sowjet-Buch als Zusammenfassung der Arbeit des Osteuropa-Instituts heraus, das einen kompletten Überblick über Staat, Wirtschaft und Gesellschaft der Sowjetunion erlaubte. In gewisser Weise war das eine Fortsetzung seiner Arbeit in Breslau und zuletzt beim Wannsee-Institut inklusive geheimdienstlicher Kontakte, denn zu den Co-Autoren gehörten z. B. Roman Hönlinger und Helmut Klocke, die beide zuvor Dienststellenleiter in der Organisation Gehlen waren.
Nach dem Tod von Hans Koch übernahm zunächst Georg Stadtmüller und ab 1963 sein früherer Abwehr-II-Kollege Hans Raupach die Leitung des Münchener Osteuropa-Instituts.
Die Bibliothek von Koch liegt im Leibniz-Institut für Ost- und Südosteuropaforschung, das seinen Nachlass an das Bayerische Hauptstaatsarchiv abgegeben hat.

### Skandal um ein Nazi-Buch
1955 kam es zu einem Skandal, über den auch im Deutschen Bundestag diskutiert wurde. Koch hatte dem Buch Marxismus, Leninismus, Stalinismus. Der geistige Angriff des Ostens, erschienen in München beim Hoheneichen-Verlag, eine offizielle Empfehlung gegeben. Bei näherer Untersuchung stellte sich aber heraus, dass es sich bei dem Namen des Autors, Helmut Steinberg, um ein Pseudonym von Heinrich Härtle handelte, einem ehemaligen Mitarbeiter Alfred Rosenbergs. Während des Nationalsozialismus hatte Härtle bereits verschiedene politisch-ideologische Schriften im Zentralverlag der NSDAP veröffentlicht. Sein Buch von 1955 stellte im Prinzip eine Neuauflage seines bereits 1944 erschienenen Werkes Die ideologischen Grundlagen des Bolschewismus, Marxismus, Leninismus, Stalinismus dar, in dem mit einer Einleitung Rosenbergs darin der „völkisch-rassische Realismus“ als Abwehr gegen den Kommunismus propagiert wurde, weil er der „arteigenen natürlichen Totalitätsidee des Nationalsozialismus“ entspreche. Härtle hatte das Buch nur in einigen, das NS-Regime verherrlichenden Passagen überarbeitet.
Die Opposition im Bundestag forderte deswegen die Entlassung Kochs und eine Sperrung der Subventionen für sein Institut. Doch der damalige CDU-Innenminister Gerhard Schröder wehrte diese Forderung ab und setzte sich für Koch ein.

## Schriften
Monographien
- Die russische Orthodoxie im Petrinischen Zeitalter. Ein Beitrag zur Geschichte westlicher Einflüsse auf das ostslavische Denken. Breslau 1929.
- Das kirchliche Ostproblem der Gegenwart. Berlin 1931.
- Byzanz, Ochrid und Kiew 987–1037. In: Kyrios. Bd. IV (1938), S. 253–292.
- Geschichte der Slawen/Die slawische Welt bis zur Zeit Peters des Großen. In: Propyläen-Weltgeschichte II und III. 1940/1941.
- Die ukrainische Lyrik 1840–1940. Wiesbaden 1955.
- Grenzen und Grenzenlosigkeit Osteuropas. Isar-Verlag, München 1955.
- mit Alexander Adamczyk, Roman Hönlinger, Erik von Kaull und Helmut Neubauer: Sowjetbuch. Köln 1957.
- mit anderen Verfassern: Deutsch-slawische Gegenwart. Referate des 2. Ostseminars der Hochschule für politische Wissenschaften. München 1957.
- Sowjetideologie als Weltanschauung und Wissenschaft. Bonn 1957.
- Jahrbuch Weichsel-Warthe 1959. 5. Jahrgang. München 1959.
- Theorie, Taktik, Technik des Weltkommunismus. Eine Zitatensammlung von Marx bis Chruschtschow. Pfaffenhofen 1959.
- 5000 Sowjetköpfe. Gliederung und Gesicht eines Führungskollektivs. Unter Mitwirkung von Otto Böß und Günter Schäfer. Köln 1959

Herausgeberschaften
- Jahrbücher für Geschichte Osteuropas Neue Folge 1953. München 1953.
- mit Reinhart Maurach: Handbuch der Sowjetverfassung. München 1955.